# Joe Dixon
Joe Dixon, född 1965 i Birmingham, är en brittisk skådespelare.
Dixon har bland annat medverkat i filmerna The Cold Light of Day, Mumien – återkomsten och Arcadian.

## Filmografi (i urval)
- 2001 – Mumien – återkomsten
- 2012 – The Cold Light of Day
- 2024 – Arcadian